# L'Idole de l'Alaska
Pour plus de détails, voir Fiche technique et Distribution.
L'Idole de l'Alaska (The Flame of the Yukon) est un film américain réalisé par Charles Miller, sorti en 1917.

## Synopsis
Ethel Evans, surnommée "The Flame", une danseuse qui gère le Midas Café, est connue dans le Territoire du Nord-Ouest de Nome à Dawson. Elle rencontre un jeune homme nommé George Fowler, dont la belle allure et le caractère trempé la convainquent d'attendre son retour de prospection. Un jour, une jeune femme arrive avec son bébé au campement, à la recherche de son mari, George Fowler. Quand George revient, il apprend qu'Ethel est morte. Mais après quelques péripéties, ils se retrouveront et Ethel apprendra qu'il y a deux George Fowler et que celui qu'elle aime est célibataire.

## Fiche technique
- Titre original : The Flame of the Yukon
- Titre français : L'Idole de l'Alaska
- Réalisation : Charles Miller
- Scénario d'après une histoire de Monte M. Katterjohn
- Direction artistique : G. Harold Percival
- Photographie : Clyde De Vinna
- Production : Thomas H. Ince
- Société de production : Triangle Film Corporation
- Société de distribution : Triangle Distributing Corporation
- Pays de production :  États-Unis
- Langue originale : anglais
- Format : noir et blanc — 35 mm — 1,37:1 — Film muet
- Genre : drame
- Durée : 50 minutes (5 bobines)
- Dates de sortie : 
  - États-Unis : 1er juillet 1917
  - États-Unis : 23 novembre 1919 (resortie du film, Cf. image)
  - France : 29 avril 1921
- Licence : domaine public

## Distribution
- Dorothy Dalton : Ethel Evans
- Melbourne MacDowell (en) : "Black Jack" Hovey
- Kenneth Harlan : George Fowler (célibataire)
- Margaret Thompson : Dolly
- William Fairbanks (en) : George Fowler (marié)
- May Palmer : la femme de George Fowler